# Ібенешть (комуна, Муреш)
Ібенешть, Ібенешті (рум. Ibănești) — комуна у повіті Муреш в Румунії. До складу комуни входять такі села (дані про населення за 2002 рік):
- Ібенешть (2273 особи) — адміністративний центр комуни
- Ібенешть-Педуре (435 осіб)
- Блідіряса (210 осіб)
- Бредецелу (267 осіб)
- Дулча (372 особи)
- Зімць (63 особи)
- Лепушна (1 особа)
- Пириу-Маре (158 осіб)
- Тіреу (444 особи)
- Тісієу (288 осіб)

Комуна розташована на відстані 274 км на північ від Бухареста, 37 км на північний схід від Тиргу-Муреша, 101 км на схід від Клуж-Напоки, 134 км на північний захід від Брашова.

## Населення
За даними перепису населення 2002 року у комуні проживали 4511 осіб.
Національний склад населення комуни:
| Національність | Кількість осіб | Відсоток |
| -------------- | -------------- | -------- |
| румуни         | 4495           | 99,6%    |
| угорці         | 15             | 0,3%     |
| німці          | 1              | < 0,1%   |

Рідною мовою назвали:
| Мова      | Кількість осіб | Відсоток |
| --------- | -------------- | -------- |
| румунська | 4498           | 99,7%    |
| угорська  | 13             | 0,3%     |

Склад населення комуни за віросповіданням:
| Релігія            | Кількість осіб | Відсоток |
| ------------------ | -------------- | -------- |
| православні        | 4075           | 90,3%    |
| греко-католики     | 263            | 5,8%     |
| адвентисти         | 105            | 2,3%     |
| п'ятдесятники      | 31             | 0,7%     |
| баптисти           | 18             | 0,4%     |
| римо-католики      | 8              | 0,2%     |
| реформати          | 4              | 0,1%     |
| бретрени           | 1              | < 0,1%   |
| юдеї               | 1              | < 0,1%   |
| не вказали релігію | 1              | < 0,1%   |

## Зовнішні посилання
- Дані про комуну Ібенешть на сайті Ghidul Primăriilor